# Pappersgetingar
Pappersgetingar (Polistes) är ett släkte av getingar som beskrevs av Pierre André Latreille 1802. Pappersgetingar ingår i familjen getingar.

## Bildgalleri

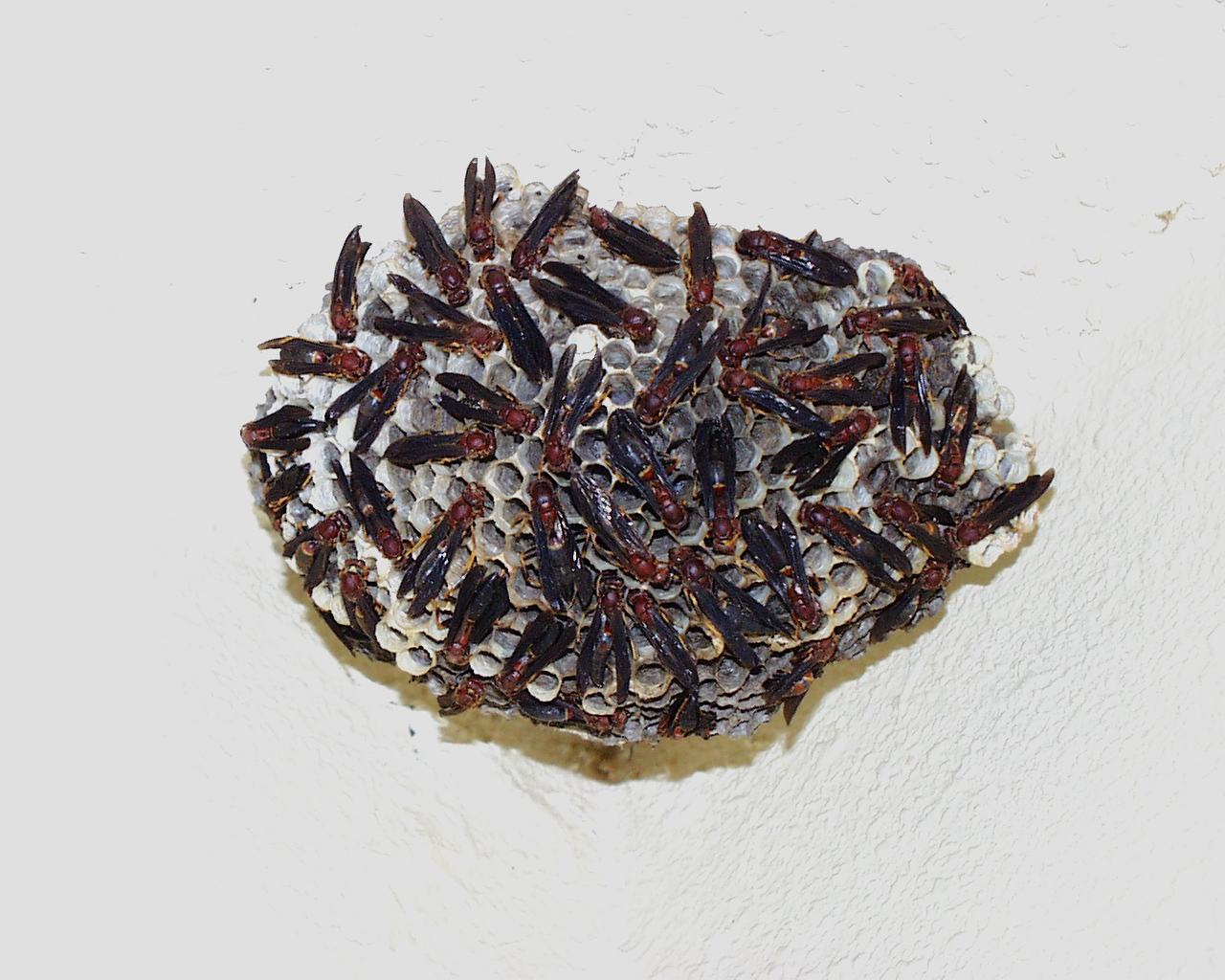
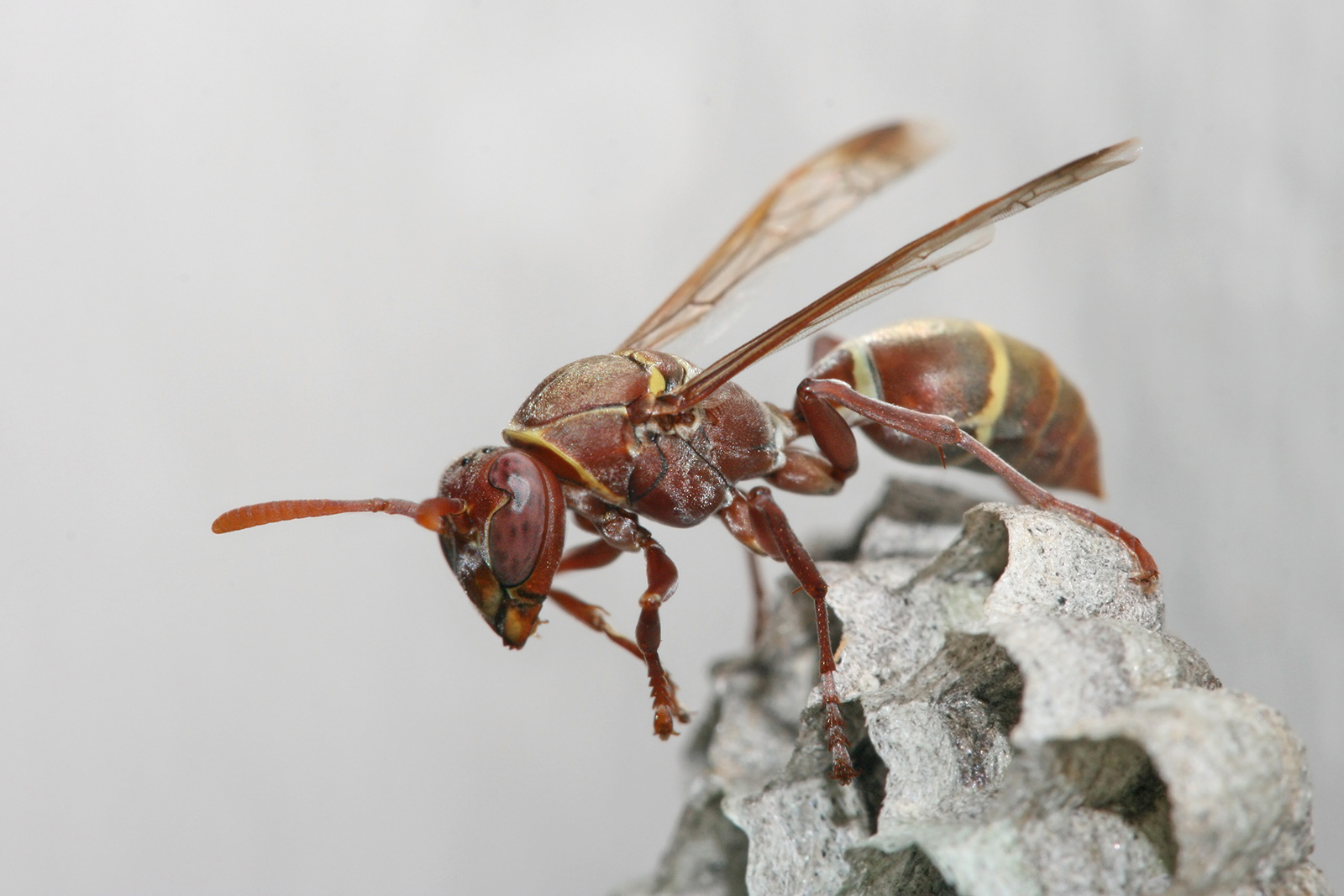
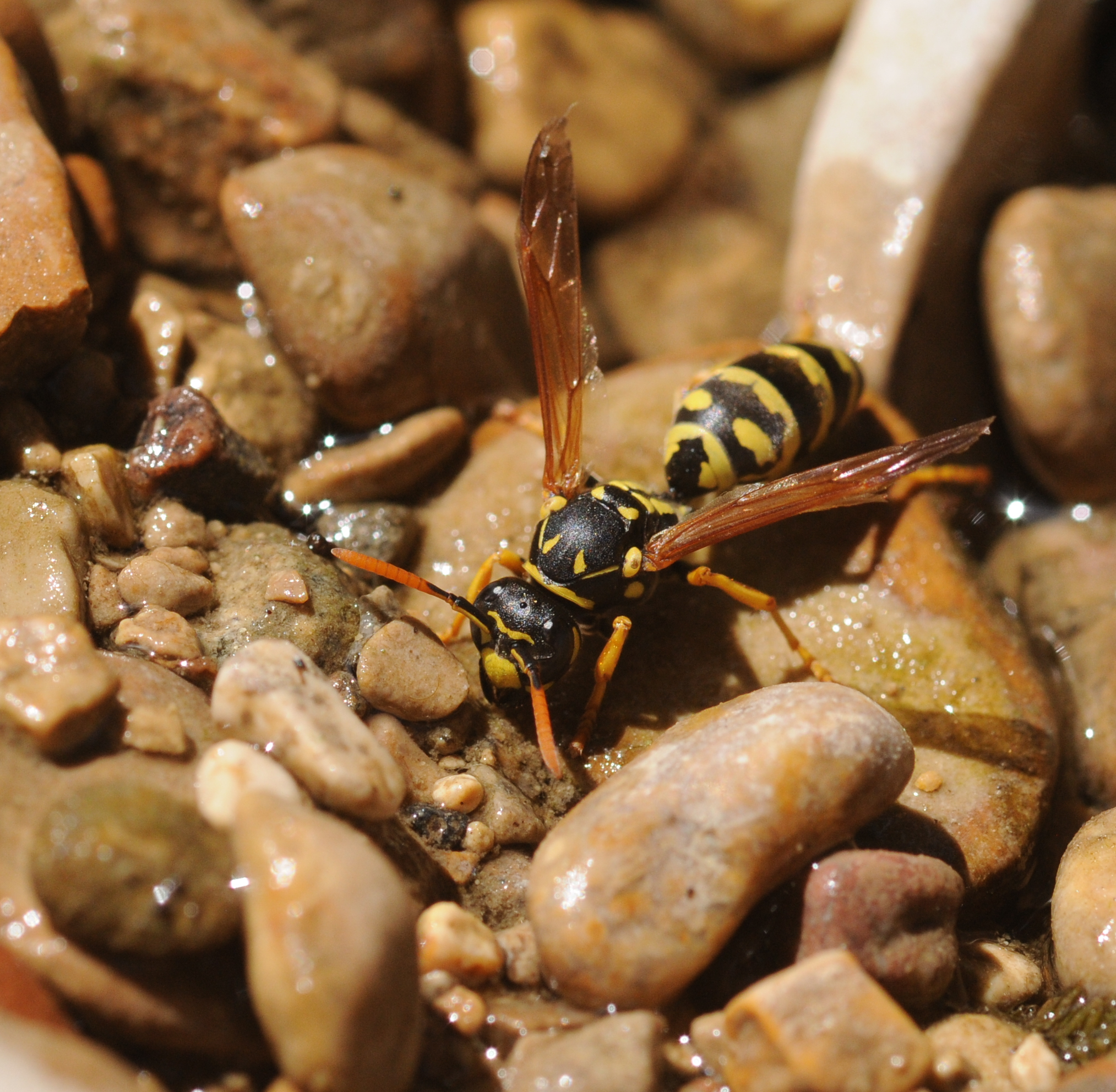
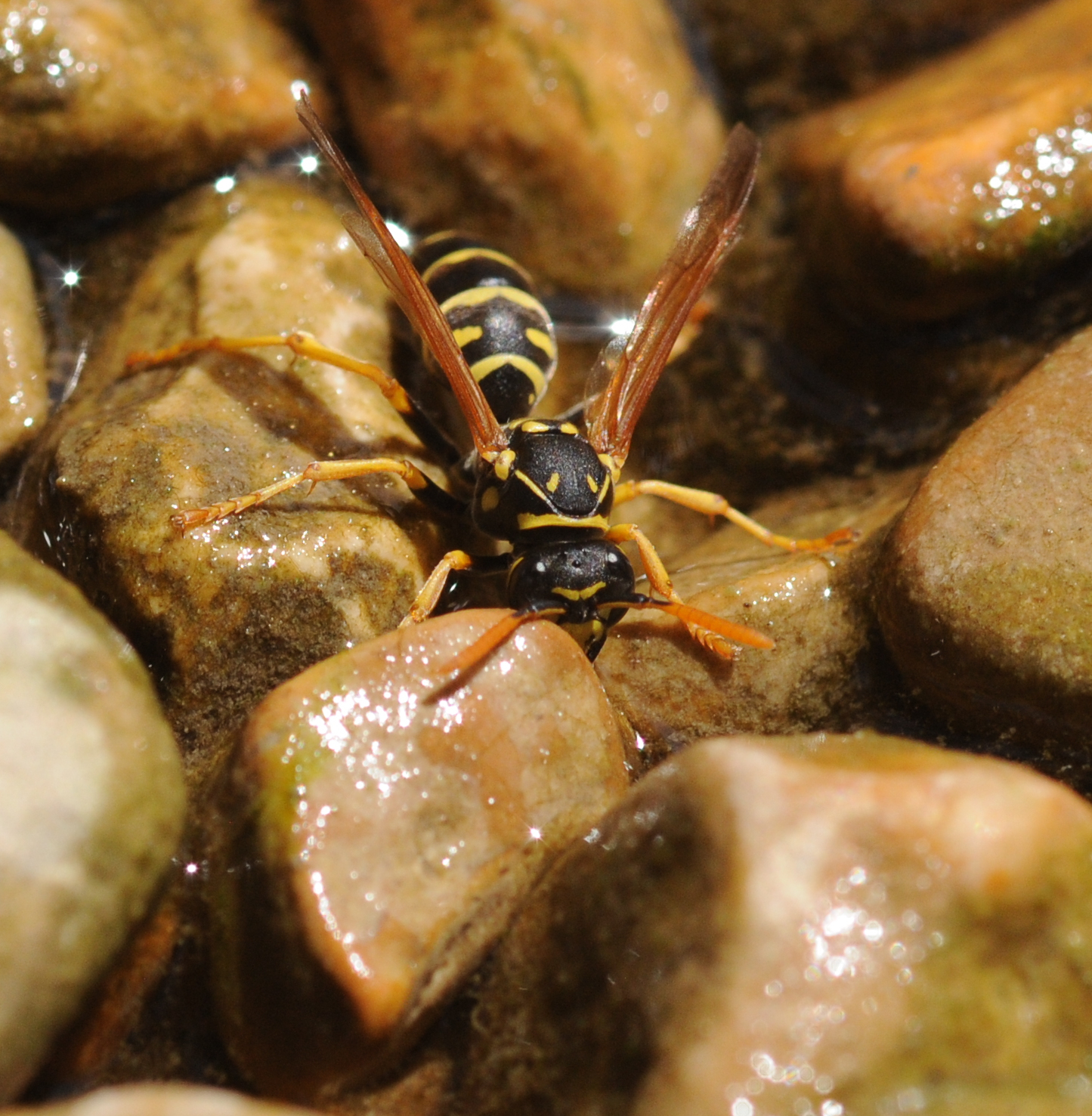
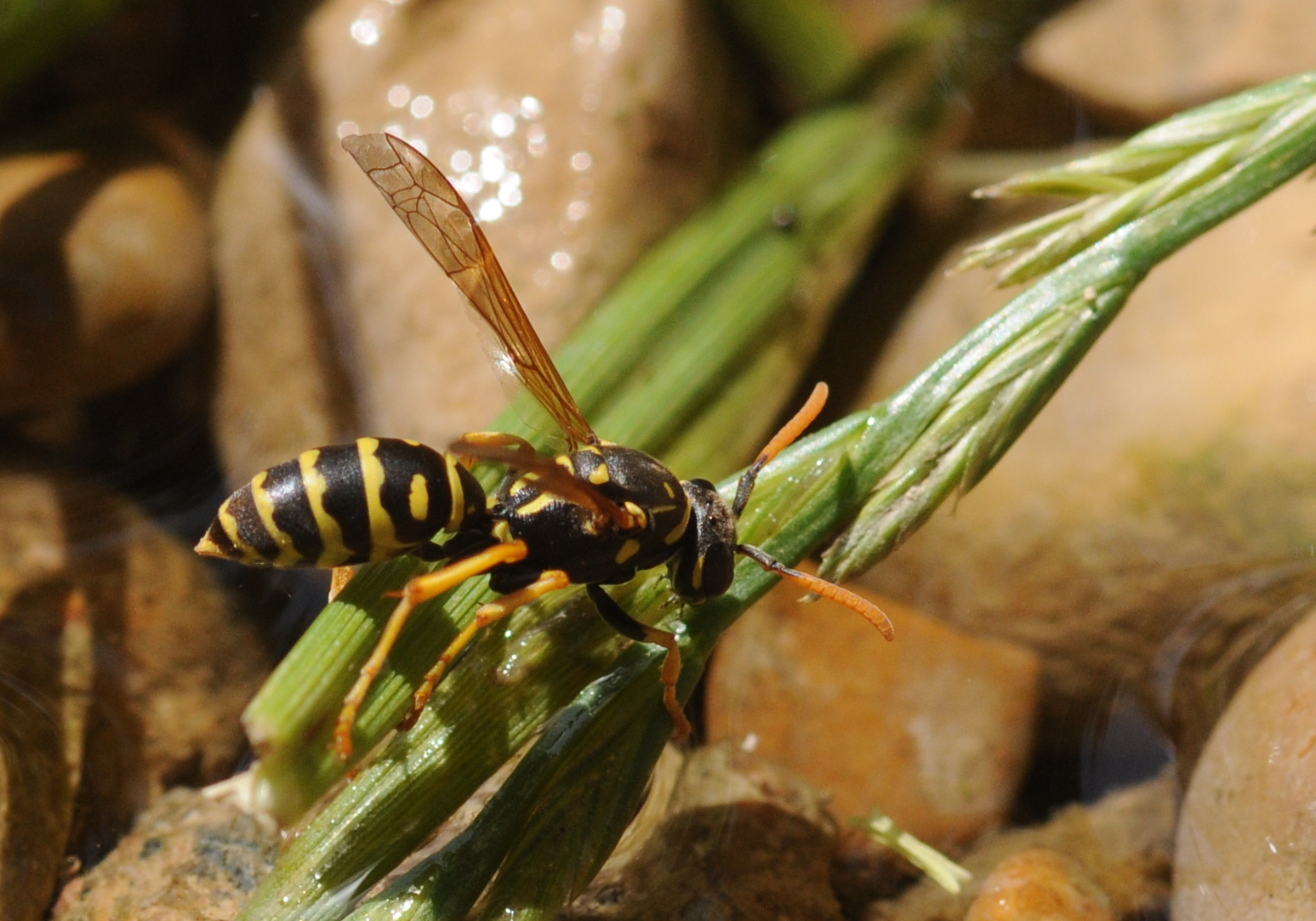
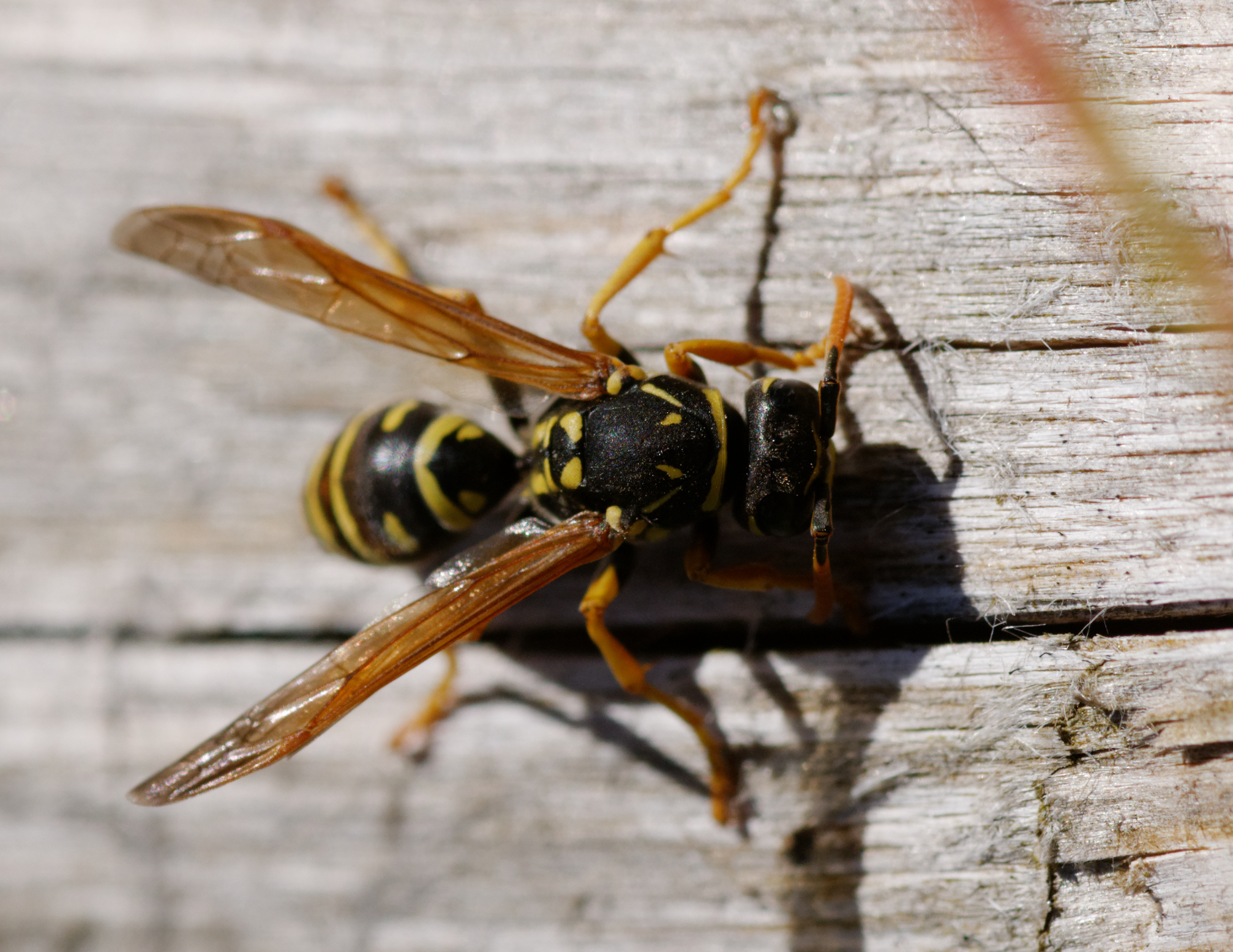

## Dottertaxa till pappersgetingar, i alfabetisk ordning[1][2]
- Polistes actaeon
- Polistes adelphus
- Polistes adustus
- Polistes africanus
- Polistes albicinctus
- Polistes albocalcaratus
- Polistes angulinus
- Polistes annularis
- Polistes apachus
- Polistes apicalis
- Polistes aquilinus
- Polistes arizonensis
- Polistes arthuri
- Polistes assamensis
- Polistes associus
- Polistes asterope
- Polistes asterope-narupi
- Polistes aterrimus
- Polistes atrimandibularis
- Polistes atrophica
- Polistes atrox
- Polistes attavinus
- Polistes aurifer
- Polistes badius
- Polistes bahamensis
- Polistes balder
- Polistes bambusae
- Polistes bellicosus
- Polistes bengalensis
- Polistes bequaertellus
- Polistes bequaerti
- Polistes bequaertianus
- Polistes bicolor
- Polistes biglumis
- Polistes biguttatus
- Polistes billardieri
- Polistes binotatus
- Polistes bioculatus
- Polistes bipustulatus
- Polistes bischoffi
- Polistes bituberculatus
- Polistes boharti
- Polistes brevifissus
- Polistes buruensis
- Polistes buyssoni
- Polistes californicus
- Polistes callimorphus
- Polistes canadensis
- Polistes candidoi
- Polistes capnodes
- Polistes carnifex
- Polistes carolina
- Polistes cavapyta
- Polistes cavapytiformis
- Polistes chinensis
- Polistes chlorostoma
- Polistes cinerascens
- Polistes clarior
- Polistes claripennis
- Polistes clavicornis
- Polistes comanchus
- Polistes comis
- Polistes consobrinus
- Polistes contrarius
- Polistes crinitus
- Polistes cubensis
- Polistes davillae
- Polistes dawnae
- Polistes deceptor
- Polistes defectivus
- Polistes delhiensis
- Polistes demeraraensis
- Polistes diabolicus
- Polistes diakonovi
- Polistes dominicus
- Polistes dominula
- Polistes dominulus
- Polistes dorsalis
- Polistes duckei
- Polistes duplicinctus
- Polistes eboshinus
- Polistes eburneus
- Polistes elegans
- Polistes ellenbergi
- Polistes ephippium
- Polistes erythrinus
- Polistes erythrocephalus
- Polistes exclamans
- Polistes extraneus
- Polistes facilis
- Polistes fastidiosus
- Polistes ferreri
- Polistes flavobilineata
- Polistes flavus
- Polistes fordi
- Polistes franciscanus
- Polistes fuscatus
- Polistes fuscus
- Polistes gallicus
- Polistes geminatus
- Polistes gigas
- Polistes goeldii
- Polistes haugi
- Polistes hebridensis
- Polistes huacapistana
- Polistes huisunensis
- Polistes humilis
- Polistes incertus
- Polistes indicus
- Polistes industrius
- Polistes infuscatus
- Polistes inornatus
- Polistes insepultus
- Polistes instabilis
- Polistes insulae
- Polistes insulicola
- Polistes intermedius
- Polistes iranus
- Polistes japonicus
- Polistes jokahamae
- Polistes kaibabensis
- Polistes kirbyanus
- Polistes koshunensis
- Polistes laevigatissimus
- Polistes lanio
- Polistes lateralis
- Polistes lateritius
- Polistes latinus
- Polistes legnotus
- Polistes lepcha
- Polistes linai
- Polistes lineonotus
- Polistes loveridgei
- Polistes luctuosus
- Polistes lycus
- Polistes macaensis
- Polistes macrocephalus
- Polistes madecassus
- Polistes madiburensis
- Polistes madocii
- Polistes major
- Polistes mandarinus
- Polistes maranonensis
- Polistes marginalis
- Polistes meadeanus
- Polistes melanarius
- Polistes melanopterus
- Polistes melanosoma
- Polistes melanotus
- Polistes mertoni
- Polistes metricus
- Polistes mexicanus
- Polistes minor
- Polistes moraballi
- Polistes multipictus
- Polistes myersi
- Polistes mysteriosus
- Polistes niger
- Polistes nigrifrons
- Polistes nigritarsis
- Polistes nimpha
- Polistes ninabamba
- Polistes nipponensis
- Polistes notatipes
- Polistes obscurus
- Polistes occipitalis
- Polistes occultus
- Polistes ochreata
- Polistes oculatus
- Polistes olivaceus
- Polistes omissus
- Polistes ornatus
- Polistes pacificus
- Polistes pallidipes
- Polistes palmarum
- Polistes pamirensis
- Polistes paraguayensis
- Polistes penai
- Polistes penthicus
- Polistes perflavus
- Polistes perplexus
- Polistes peruvianus
- Polistes philippinensis
- Polistes plebejus
- Polistes poeyi
- Polistes praenotatus
- Polistes pseudoculatus
- Polistes reginae
- Polistes richardsi
- Polistes ridleyi
- Polistes rieckii
- Polistes riparius
- Polistes rossi
- Polistes rothneyi
- Polistes rubidus
- Polistes rufidens
- Polistes rufiventris
- Polistes rufodorsalis
- Polistes sagittarius
- Polistes santoshae
- Polistes satan
- Polistes saussurei
- Polistes schach
- Polistes semenowi
- Polistes semiflavus
- Polistes sgarambus
- Polistes shirakii
- Polistes signatus
- Polistes sikorae
- Polistes similis
- Polistes simillimus
- Polistes simulans
- Polistes simulatus
- Polistes smithii
- Polistes snelleni
- Polistes spilophorus
- Polistes spinolae
- Polistes stabilinus
- Polistes stenopus
- Polistes stigma
- Polistes strigosus
- Polistes subsericeus
- Polistes sulcifer
- Polistes sumatrae
- Polistes synoecoides
- Polistes takasagonus
- Polistes tenebricosus
- Polistes tenellus
- Polistes tenuispunctia
- Polistes tepidus
- Polistes testaceicolor
- Polistes thoracicus
- Polistes torresae
- Polistes townsvillensis
- Polistes tristis
- Polistes tullgreni
- Polistes utakwae
- Polistes waldoi
- Polistes variabilis
- Polistes wattii
- Polistes watutus
- Polistes veracrucis
- Polistes vergnei
- Polistes versicolor
- Polistes weyrauchorum
- Polistes williamsi
- Polistes xanthogaster
- Polistes xantholeucus
- Polistes xanthorrhoicus
- Polistes xathorrhoicus